# ギャグ (曲)
「ギャグ」は、星野源5作目のシングル。
2013年5月8日にSPEEDSTAR RECORDSからリリース。

## 概要
前作「知らない」より5ヶ月振りのリリース。
初回盤はスリーブケース仕様。『聖☆おにいさん』原作者・中村光による描きおろしステッカー封入。
前作まで発表したシングル全て初回限定盤にDVDが付属していたが、星野のシングルで初めてCDのみ1形態でのリリースとなった。
表題曲は星野自身も声優として参加する映画『聖☆おにいさん』主題歌として書き下ろされた。映画公開に合わせてリリースが決定したため、結果として3rdアルバム『Stranger』との2週連続リリースとなった。
ミュージックビデオは、監督：聖☆おにいさん×星野源×池田一真、映画の映像とその制作過程の素材を使用した特別映像となっており、編集・ディレクションを星野自らが行っている。
本作収録の2曲はともに後発のアルバム『YELLOW DANCER』未収録。

## 収録曲
- 全作詞・作曲：星野源

1. ギャグ [4:42]
（編曲：亀田誠治）
映画『聖☆おにいさん』主題歌
2. ダスト [3:47]
（編曲：星野源）

## 参加ミュージシャン

### ギャグ
- 星野源：Vocal, Chorus, Handclap
- 伊藤大地 (SAKEROCK)：Drums
- 伊賀航：Bass
- 長岡亮介 (ペトロールズ)：Guitar
- 野村卓史：Piano
- 亀田誠治・小名川高弘・東榮一・藤田塁：Handclap

### ダスト
- 星野 源：Vocal, Guitar, Handclap
- 大竹重寿 (cro-magnon)：Drums
- ハマ・オカモト (OKAMOTO'S)：Bass, Finger Snap, Handclap
- 米谷秀人：Finger Snap, Handclap